# Marema
Marema is een gemeente in de Braziliaanse deelstaat Santa Catarina. De gemeente telt 2.275 inwoners (schatting 2009).

## Aangrenzende gemeenten
De gemeente grenst aan Coronel Freitas, Entre Rios, Lajeado Grande en Quilombo.